# Eupithecia antalica
Eupithecia antalica es una especie de polilla de la familia Geometridae. La especie fue descrita por primera vez por Vladimir Georgievich Mironov habiendo sido descrita en 2001, con distribución en Grecia y el Oriente Medio, especialmente descrita en Turquía. El holotipo de la especie fue descrita en Ágios Nikolaos, Tesalia. Es una polilla pequeña con una envergadura de 16 a 19 milímetros (0,6 a 0,7 plg). 